# Liste der Biografien/Mask
Liste der Biografien |
Portal Biografien |
Personensuche
# |
A |
B |
C |
D |
E |
F |
G |
H |
I |
J |
K |
L |
M |
N |
O |
P |
Q |
R |
S |
T |
U |
V |
W |
X |
Y |
Z |
?
 
Ma |
Mb |
Mc |
Md |
Me |
Mf |
Mg |
Mh |
Mi |
Mj |
Mk |
Ml |
Mm |
Mn |
Mo |
Mp |
Mq |
Mr |
Ms |
Mt |
Mu |
Mv |
Mw |
Mx |
My |
Mz
 
Maa |
Mab |
Mac |
Mad |
Mae |
Maf |
Mag |
Mah |
Mai |
Maj |
Mak |
Mal |
Mam |
Man |
Mao |
Map |
Maq |
Mar |
Mas |
Mat |
Mau |
Mav |
Maw |
Max |
May |
Maz
 
Masa |
Masb |
Masc |
Masd |
Mase |
Masg |
Mash |
Masi |
Masj |
Mask |
Masl |
Masm |
Masn |
Maso |
Masp |
Masq |
Masr |
Mass |
Mast |
Masu |
Masv |
Masw |
Masy |
Masz
Die Liste der Biografien führt alle Personen auf, die in der deutschsprachigen Wikipedia einen Artikel haben. Dieses ist eine Teilliste mit 37 Einträgen von Personen, deren Namen mit den Buchstaben „Mask“ beginnt.

## Mask
- Mask, Skee (* 1993), deutscher Musikproduzent und DJ

### Maska
- Maška, Karel Jaroslav (1851–1916), Naturforscher und Prähistoriker
- Maskajew, Oleg Alexandrowitsch (* 1969), russisch-US-amerikanischer Boxer
- Maskaliovienė, Loreta (* 1972), litauische Politikerin, stellvertretende Finanzministerin
- Maskall, Jake (* 1971), britischer Schauspieler
- Maskame, Estelle (* 1997), schottische Schriftstellerin
- Maskani, Safae, marokkanische Hochspringerin
- Maskats, Arturs (* 1957), lettischer Komponist und künstlerischer Leiter an der Lettischen Nationaloper

### Maske
- Maske, Andreas (* 1959), deutscher Unternehmer und Mäzen
- Maske, Dan (* 1971), US-amerikanischer Komponist, Keyboarder und Musikpädagoge
- Maske, Elisabeth (1860–1937), Lehrerin
- Maske, Henry (* 1964), deutscher BoxsportlerHenry Maske (* 1964)

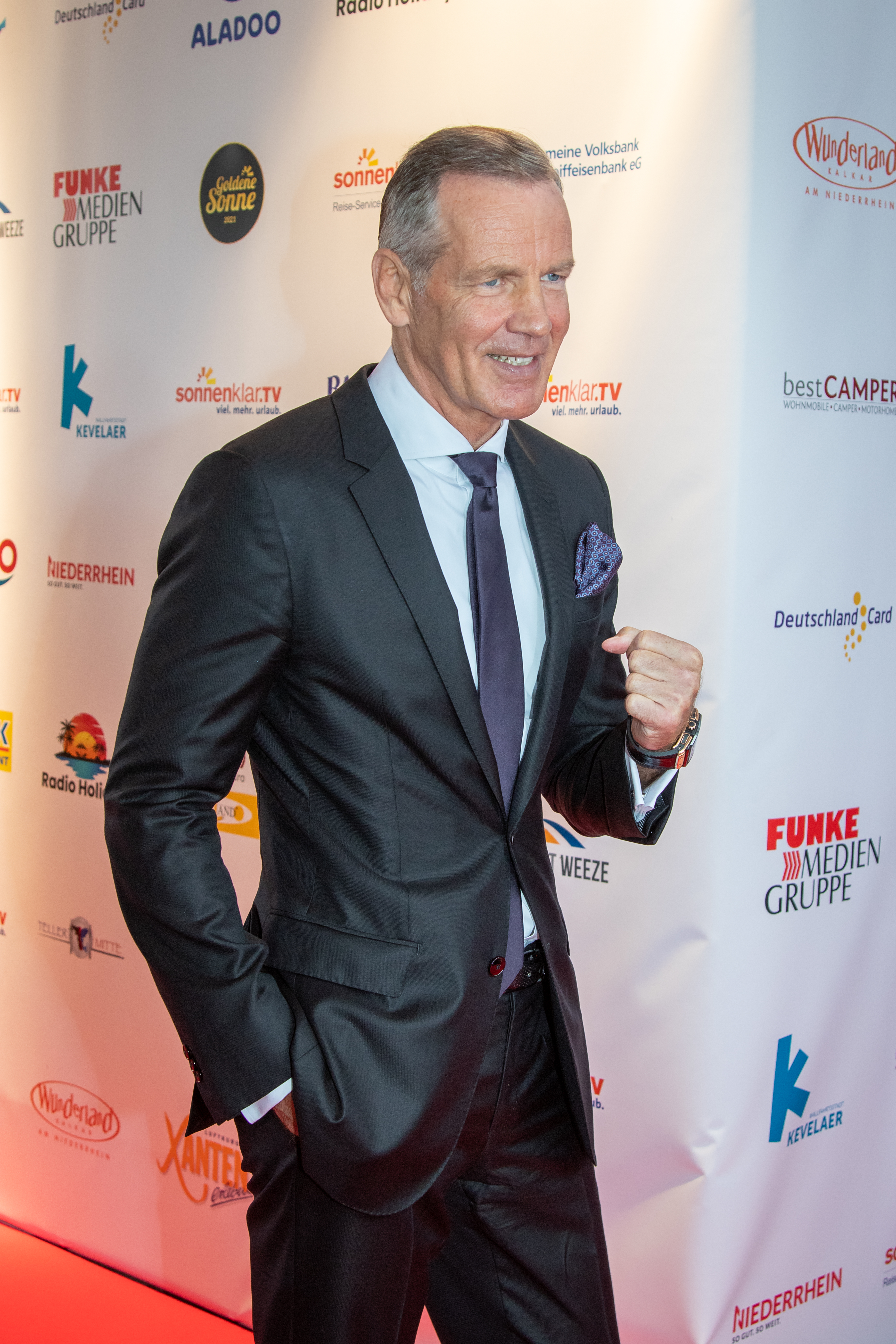
Henry Maske (* 1964)

- Maske, Ulrich (* 1950), deutscher Text- und Musikautor, Musiker, Regisseur und Produzent
- Masked Wolf, australischer Rapper
- Maskell, Dan (1908–1992), britischer Tennisspieler, Davis-Cup-Trainer und Radio- und TV-Kommentator
- Maskell, Edna (1928–2018), südafrikanisch-nordrhodesische Hürdenläuferin und Sprinterin
- Maskell, Joseph (1939–2001), römisch-katholischer Geistlicher
- Maskell, Lisa (1914–1998), deutsche Stifterin
- Maskell, Neil (* 1976), britischer Schauspieler, Autor und RegisseurNeil Maskell (* 1976)

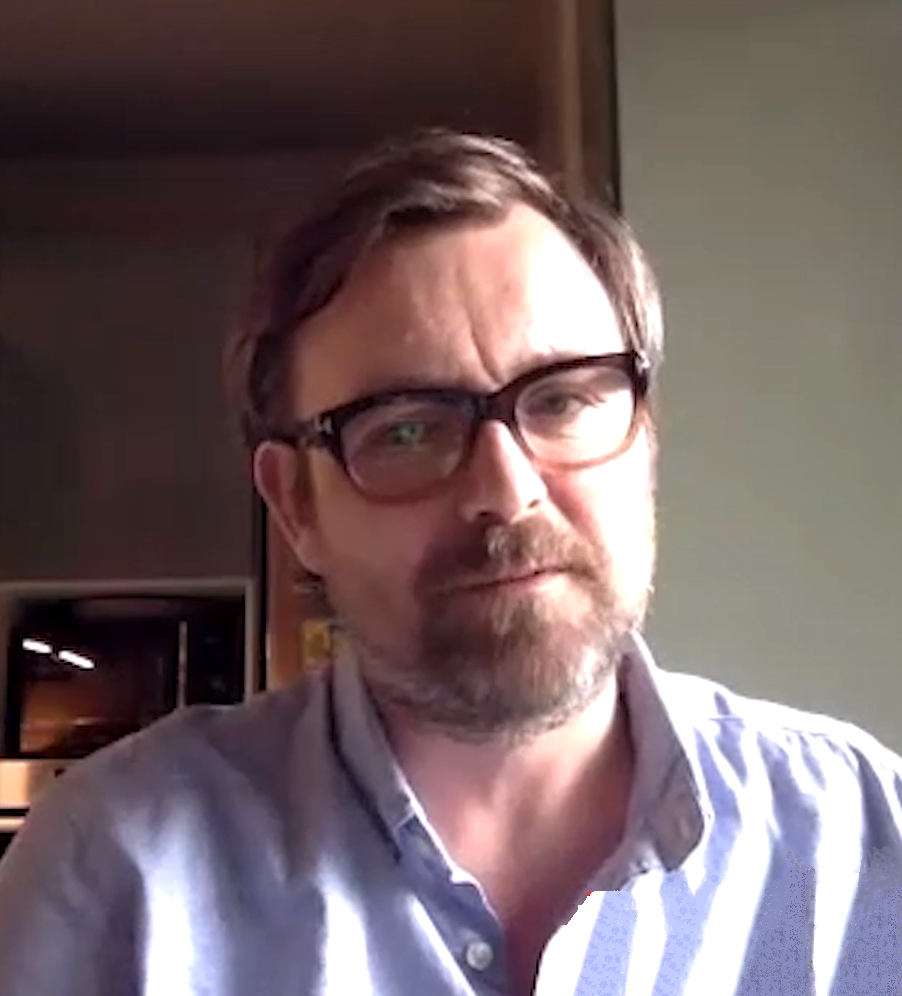
Neil Maskell (* 1976)

- Maskell, Virginia (1936–1968), britische Filmschauspielerin
- Maskelyne, Jasper (1902–1973), britischer Bühnenzauberer
- Maskelyne, John Nevil (1839–1917), britischer Bühnenzauberer und Erfinder
- Maskelyne, Nevil (1732–1811), britischer Mathematiker und Astronom
- Maskelyne, Nevil (1863–1924), britischer Zauberkünstler
- Maskey, Alex (* 1952), nordirischer Politiker (Sinn Féin)

### Maski
- Maskiewicz, Stefan (* 1959), deutscher Künstler
- Maskin, Eric S. (* 1950), US-amerikanischer Mathematiker und Wirtschaftswissenschaftler
- Maskinskow, Jewgeni Iwanowitsch (1930–1985), sowjetischer Leichtathlet
- Maskit, Bernard (1935–2024), US-amerikanischer Mathematiker und Hochschullehrer

### Masko
- Maskoe, deutscher Rapper
- Maskoliūnas, Darius (* 1971), litauischer Politiker, ehemaliger Basketballspieler und Trainer
- Maskos, Fritz (1896–1967), deutscher Bildhauer
- Maskos, Michael (* 1967), deutscher Chemiker
- Mašková, Hana (1949–1972), tschechische Eiskunstläuferin
- Maskowsky, Wilhelm Ludwig von (1675–1731), deutscher Staatsmann

### Masku
- Maskuniitty, Markus (* 1967), finnischer Hornist und Hochschullehrer
- Maskus, Rudi (1920–2010), deutscher Pädagoge und Schriftsteller